# François Gayot
François Gayot (Saint-Louis-du-Nord, 17 de julio de 1927 - Roma,  16 de diciembre de 2010) fue un clérigo haitiano que ocupó el cargo de obispo y posteriormente de arzobispo de Puerto Príncipe (Haití) de 1974 a 2003.

## Biografía
Fue ordenado sacerdote con los Misioneros de la Compañía de María o monfortains (C.M.M) el 7 de febrero de 1954. El 22 de noviembre de 1974, el Papa Pablo VI le nombró obispo de Puerto Príncipe. Fue consagrado el 2 de febrero de 1975 pro Luigi Barbarito, por entonces Nuncio apostólico en Haití. 
El 7 de abril de 1988, Juan Pablo II elevó la diócesis de Puerto Príncipe a archidiócesis metropolitana, elevándola por el mismo obispo Gayot a la dignidad de arzobispo. Gayot fue entre 1992 y 1998 presidente de la Conferencia Episcopal de Haití.
Al llegar al límite de los 75 años, por el derecho canónico, se jubiló el 5 de noviembre de 2003.